# 1205年
| 千纪： | 2千纪 |
| 世纪： | 12世纪 \| 13世纪 \| 14世纪 |
| 年代： | 1170年代 \| 1180年代 \| 1190年代 \| 1200年代 \| 1210年代 \| 1220年代 \| 1230年代                                                                      |
| 年份： | 1200年 \| 1201年 \| 1202年 \| 1203年 \| 1204年 \| 1205年 \| 1206年 \| 1207年 \| 1208年 \| 1209年 \| 1210年                                            |
| 纪年： | 乙丑年（牛年）；西夏天慶十二年；大理天开元年；金泰和五年；西辽天喜二十八年；南宋开禧元年；越南治平龍應元年；日本元久二年；朝鮮高麗熙宗元年 檀紀3538年 |

## 大事记
- 宋寧宗改年號開禧。
- 北條政子與北條義時聯合讓父親北條時政下台，並將其幽禁於伊豆，北條義時繼任鎌倉幕府第二代執權。
- 鐵木真於額爾齊斯河擊敗蔑兒乞。
- 鐵木真正式入侵西夏，[1]發動第一次征夏戰並洗劫了夏邊疆朝的一些市鎮。[2]
- 第四次十字軍東征在拜占庭帝國故地建立雅典公國。
- 拉丁帝國開國君主鮑德溫一世败于保加利亚沙皇卡洛扬，并在监禁中度过余生。
- 古爾王朝的巴爾赫總督伊馬杜丁·歐瑪爾率軍攻取了西遼控制下的泰爾梅茲。

## 出生
- 1月26日 - 宋理宗趙昀

## 逝世
- 2月16日——北條時政，北條政子父親，鎌倉幕府初代執權。
- 鮑德溫一世，法蘭德斯伯爵，拉丁帝國開國君主。